# Cluster-Algebra
In der Mathematik werden Cluster-Algebren unter anderem in Darstellungstheorie, niedrig-dimensionaler Topologie und höherer Teichmüller-Theorie verwendet. Cluster-Algebren sind Unteralgebren von {\displaystyle \mathbb {Q} (x_{1},\ldots ,x_{n})}, gegeben durch Erzeuger, die in n-elementigen "Clustern" zusammengefasst sind mit durch schiefsymmetrische {\displaystyle n\times n}-Austausch-Matrizen gegebenen Übergangsregeln (sog. Mutationen) zwischen Clustern. 
Sie wurden 2002 von Andrei Zelevinsky und Sergey Fomin eingeführt.

## Definition
Ein Cluster {\displaystyle (x,B)} ist ein Paar aus
- einem n-Tupel {\displaystyle x=(x_{1},\ldots ,x_{n})} algebraisch unabhängiger Variablen,
- einer schiefsymmetrischen, ganzzahligen {\displaystyle n\times n}-Matrix {\displaystyle B=(b_{ij})}, der Austauschmatrix.

Für {\displaystyle k=1,\ldots ,n} wird die Mutation {\displaystyle \mu _{k}} definiert durch {\displaystyle \mu _{k}(x,B)=({\tilde {x}},{\tilde {B}})} mit
{\displaystyle {\tilde {x}}_{i}=x_{i}} für {\displaystyle i\neq k}
{\displaystyle {\tilde {x}}_{k}={\frac {1}{x_{k}}}\left(\prod _{\{j\colon b_{jk}>0\}}x_{j}^{b_{jk}}+\prod _{\{j\colon b_{jk}<0\}}x_{j}^{-b_{jk}}\right)}
{\displaystyle {\tilde {b}}_{ij}=b_{ij}+{\frac {|b_{ik}|b_{kj}+b_{ik}|b_{kj}|}{2}}}, falls {\displaystyle i\neq k,j\neq k}
{\displaystyle {\tilde {b}}_{kj}=-b_{kj},{\tilde {b}}_{ik}=-b_{ik}}.
{\displaystyle \mu _{k}(x,B)} ist ebenfalls ein Cluster, {\displaystyle \mu _{1},\ldots ,\mu _{n}} sind Involutionen. 
Eine Cluster-Algebra entsteht aus einem Cluster durch iterierte Anwendung aller möglichen Mutationen {\displaystyle \mu _{1},\ldots ,\mu _{n}}. Die Cluster-Algebra heißt von endlichem Typ, wenn es nur endlich viele Cluster gibt.

## Beispiele

### A1
Für {\displaystyle n=1} muss die schiefsymmetrische Matrix {\displaystyle B=0} sein, man berechnet
{\displaystyle \mu _{1}((x_{1}),0)=(({\frac {2}{x_{1}}}),0)}.
Wegen {\displaystyle \mu _{1}^{2}=id} ist dies eine Cluster-Algebra von endlichem Typ, sie entspricht der Cartan-Matrix {\displaystyle A_{1}}.

### A2
Sei {\displaystyle n=2} und {\displaystyle b_{12}=-b_{21}=1}. Man berechnet
{\displaystyle \mu _{1}((x_{1},x_{2}),B)=(({\frac {1+x_{2}}{x_{1}}},x_{2}),-B),\mu _{2}(x_{1},x_{2})=((x_{1},{\frac {1+x_{2}}{x_{1}}}),-B),}
{\displaystyle \mu _{2}\mu _{1}((x_{1},x_{2}),B)=(({\frac {1+x_{2}}{x_{1}}}),{\frac {1+x_{1}+x_{2}}{x_{1}x_{2}}}),B),\mu _{1}\mu _{2}((x_{1},x_{2}),B)=(({\frac {1+x_{1}+x_{2}}{x_{1}x_{2}}},{\frac {1+x_{1}}{x_{2}}}),B),}
{\displaystyle \mu _{1}\mu _{2}\mu _{1}((x_{1},x_{2}),B)=(({\frac {1+x_{1}}{x_{2}}},{\frac {1+x_{1}+x_{2}}{x_{1}x_{2}}}),-B),\mu _{2}\mu _{1}\mu _{2}((x_{1},x_{2}),B)=(({\frac {1+x_{1}+x_{2}}{x_{1}x_{2}}},{\frac {1+x_{2}}{x_{1}}}),-B),}
{\displaystyle \mu _{2}\mu _{1}\mu _{2}\mu _{1}((x_{1},x_{2}),B)=(({\frac {1+x_{1}}{x_{2}}},x_{1}),B),\mu _{1}\mu _{2},\mu _{1}\mu _{2}((x_{1},x_{2}),B)=((x_{2},{\frac {1+x_{2}}{x_{1}}}),B),}
{\displaystyle \mu _{1}\mu _{2}\mu _{1}\mu _{2}\mu _{1}((x_{1},x_{2}),B)=((x_{2},x_{1}),-B),\mu _{2}\mu _{1}\mu _{2},\mu _{1}\mu _{2}((x_{1},x_{2}),B)=((x_{2},x_{1}),-B),}
{\displaystyle \ldots }
{\displaystyle \mu _{2}\mu _{1}\mu _{2},\mu _{1}\mu _{2}\mu _{1}\mu _{2}\mu _{1}\mu _{2}\mu _{1}((x_{1},x_{2}),B)=((x_{1},x_{2}),B),\mu _{1}\mu _{2}\mu _{1}\mu _{2}\mu _{1}\mu _{2}\mu _{1}\mu _{2},\mu _{1}\mu _{2}((x_{1},x_{2}),B)=((x_{1},x_{2}),B).}
Diese Cluster-Algebra ist also von endlichem Typ, sie entspricht der Cartan-Matrix {\displaystyle A_{2}}.
Für {\displaystyle n=2} und {\displaystyle \mid b_{12}\mid \geq 2} erhält man Cluster-Algebren unendlichen Typs.

## Cluster-Algebren topologischen Ursprungs

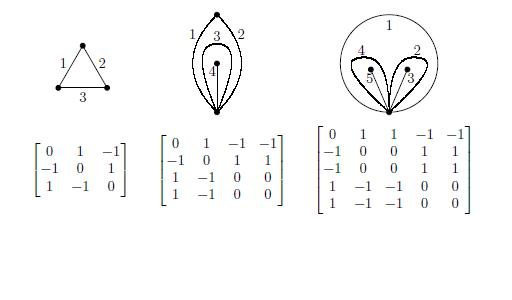
Triangulierungen und ihre assoziierten Austauschmatrizen.

Einer triangulierten orientierten Fläche ordnet man eine Cluster-Algebra {\displaystyle (x,B)} zu wie folgt:
- die Variablen sind die Kanten der Triangulierung,
- {\displaystyle b_{ij}=1}, falls die i-te und j-te Kante innerhalb eines Dreiecks im Uhrzeigersinn aufeinander folgen,
- {\displaystyle b_{ij}=-1}, falls die j-te und i-te Kante innerhalb eines Dreiecks im Uhrzeigersinn aufeinander folgen,
- {\displaystyle b_{ij}=0} sonst.

Allgemeiner kann man Cluster-Algebren auch zu in (möglicherweise degenerierte) Dreiecke zerlegten Flächen assoziieren (siehe die Arbeiten von Fomin-Shapiro-Thurston), die so erhaltenen Cluster-Algebren heißen Cluster-Algebren topologischen Ursprungs.

Mutationen entsprechen Flips der Triangulierung: eine Kante wird durch die komplementäre Diagonale ersetzt.

Die Mutationen sind in diesem Fall gegeben durch Flips der Kanten der Triangulierung, d. h. zu einer Kante betrachtet man das von den beiden adjazenten Dreiecken aufgespannte Viereck und ersetzt die Kante dann durch die andere Diagonale dieses Vierecks.

## Cluster-Algebren endlichen Typs
Fomin und Zelevinsky bewiesen, dass es eine Bijektion zwischen Cluster-Algebren endlichen Typs und Cartan-Matrizen endlichen Typs gibt. Cluster-Algebren endlichen Typs werden also durch Dynkin-Diagramme klassifiziert. Die Cartan-Matrizen lassen sich aus den Austausch-Matrizen berechnen.
Felikson, Shapiro und Tumarkin bewiesen, dass Cluster-Algebren mutations-endlichen Typs entweder Cluster-Algebren topologischen Ursprungs sind oder äquivalent zu einer von 11 Ausnahme-Algebren. Mutations-Endlichkeit ist allgemeiner als von endlichem Typ.